# Софист (Платон)
«Софист» (др.-греч. Σοφιστής), подзаголовок «О сущем, логический» (др.-греч. ή περί του όντος, λογικός) — один из поздних диалогов Платона, написанный, предположительно, в 80—60-е годы IV в. до н. э. Диалог сюжетно продолжает диалог «Теэтет», разговор происходит утром следующего дня, и предшествует диалогу «Политик». Основная часть беседы ведется между Теэтетом и безымянным чужеземцем родом из Элей, который помогает участникам диалога решить вопрос об определении понятия «софист». В ходе рассуждений критикуются философские учения того времени, в том числе теория идей (из-за чего некоторые исследователи скептически относились к тому, что автором диалога является Платон) и учение Парменида о бытии, доказывается существование небытия и возможность лжи в речах и мнениях, дается достаточное определение понятию «софист».
Центральной частью диалога является решение онтологического вопроса. В диалоге ставится вопрос не о количественной или качественной характеристике бытия, а о фундаментальном переосмыслении этого понятия, принципиально такого же, которое в двадцатом веке сделал Мартин Хайдеггер в своей работе «Бытие и время», показательно предварив её цитатой из «Софиста» о ложной самоочевидности понимания бытия. Результатом этого переосмысления явилось открытие диалектической совокупности «пяти главных родов», структуры, в которой взаимодействующие между собой элементы (бытие в его новом понимании, движение, покой, тождественное и иное) взаимоопределяемы, немыслимы и не существуют отдельно друг от друга и от целого, которое есть иное, чем их простая механическая сумма. Небытие существует — не как оппозиция бытию, но лишь как нечто иное, нежели оно (то есть остальные роды), но и бытие многими способами оказывается несуществующим, иным, чем существующее. Такой подход к пониманию бытия позволил обосновать и объяснить возможность мышления лжи и существования небытия, чего, как показано в диалоге, нельзя было сделать в рамках сложившихся к тому времени представлений о бытии. Этот онтологический подход Платона не получил развития в дальнейшем, лишь Плотин в трактате «О родах сущего» пользуется открытыми в «Софисте» пятью высшими родами. И только во второй половине XX века с ростом интереса к философии языка и недоверия к традиционной аристотелевской логике из всех платоновских диалогов именно «Софист» переживает возрождение, в нём видят своего рода программу альтернативной логики.

## Композиция диалога
В диалоге просматриваются четыре основные смысловые части. В первой, вводной, ставится основанная проблема, которой будет посвящён диалог, а именно, определение рода софистов. Во второй части делается попытка определить понятие «софист» методом диэрезы, дается несколько определений софиста, которые признаются недостаточными. В третьей части Чужеземец делает предположение, что софиста можно определить через искусство подражания, возникает проблема существования небытия. К решению этой проблемы Платон подходит через критику и переосмысление понимания бытия и небытия, сложившегося в философских школах того времени. Итогом третьей части является выделение пяти высших родов: иное, бытие, тождественное, движение, покой. В четвёртой, завершающей диалог части решается вопрос о возможности лжи в речах и мнениях и дается окончательное определение софиста.

## Краткое содержание

#### Вступление
По договоренности, которой закончился диалог «Теэтет», Феодор и Теэтет приходят к Сократу и ведут с собой некоего чужеземца, родом из Элей, которому близки взгляды последователей Парменида и Зенона, Феодор представляет его Сократу истинным философом. Сократ же высказывает некоторое недоверие к мнению Феодора о чужеземце, так как философа часто путают с софистом, политиком и даже сумасшедшим. Сократ предлагает чужеземцу рассказать, как определяют софистов, политиков и философов на его родине . Чужеземец соглашается и, выбрав диалог способом объяснения, а собеседником Теэтета, приступает к разъяснению вопроса.

#### Первоначальные частичные определения софиста
Начать исследование предлагается с софиста — рассматривая его и давая объяснение, что он такое, чтобы прийти к согласию не только относительно имени, но и в описании мыслимого образа. Настаивая, что уловить род софиста тяжело , Чужеземец советует прежде определения софиста поупражняться в самом методе исследования на более простом понятии, которое в дальнейшем можно будет принять за образец. Таким понятием выбирается рыболов, удящий рыбу, о котором чужеземец говорит, что определение этого понятия укажет дальнейший путь исследования.
Рассмотрение искусства удильщика-рыболова ведется следующим образом. От наиболее общего рода, которому принадлежит определяемое понятие, после выделения в нём в отношении, указываемом чужеземцем, двух взаимоисключающих видов отбрасывается вид, который чужд определяемому понятию. Далее, оставшийся вид рассматривается как родовое понятие над которым совершаются те же действия. Подобное деление продолжается до тех пор, пока не будет найден соответствующий определяемому понятию вид исходного родового понятия, не подлежащий дальнейшему делению. Следуя этому методу и взяв исходным для деления понятие «искусство», дается определение удильщика-рыболова.
Теперь, пользуясь этим методом, начинается поиск определения софиста в неоткрытых предыдущим этапом исследования ветвях родовидового дерева «искусство удильщика-рыболова». Полученные при этом определения софиста как охотника за богатыми юношами, торговца знаниями и спорщика оказываются недостаточными.
Видя множественность определения, чужеземец предлагает рассмотреть искусство различения. В ходе рассмотрения и объяснения обнаруживается вид благородной софистики, которая занимается очищением души от мнений, препятствующих знаниям, и делает её знающей лишь то, что знает, но не более.
Чужеземец замечает, что более всего отличает софиста — искусство спорить на любые темы, будто бы он обладает знанием обо всем. Но это только подражание знанию: по утверждению чужеземца всего знать нельзя. Дальнейший поиск поэтому будет вестись в искусстве подражания и фокусничества.
Подражательное искусство разделяется на два вида: правдоподобное (искусство творить образцы) и создающее образ только кажущийся подобным образцу (искусство творить призрачные подобия). Отнести софиста к одному из видов подражательного искусства оказывается затруднительным, так как подражание истинному и существующему предполагает существование небытия, но это невозможно: о том свидетельствовал и Парменид, и самое первое рассмотрение этого утверждения обнаруживает противоречие.

#### Диалектика бытия и небытия и возможность лжи в речах и мнениях
Для разрешения этого затруднения чужеземец предлагает рассмотреть внимательнее понятие «отображение», то, что подобно истинному. Для этого он задает Теэтету вопрос, что обще всем подобиям, отображениям и подражаниям. Теэтет говорит, что неистинное, подобное истинному, есть такого же рода, что и истинное, но иное, чем истинное..
Приняв, что небытие, ложь должны каким-то образом существовать, чужеземец переходит к критике понятия существования и доказательству возможности существования небытия и несуществования бытия. Для этого требуется опровергнуть учение Парменида о бытии и отвергнуть кажущуюся самоочевидность понимания бытия. Чужеземец обращается в виде мнимого диалога к представителям наиболее значимых философских школ с вопросами об их понимании бытия.
В ходе такого воображаемого расспроса философских школ, говорящих о началах бытия, каковы они количественно, оказывается, что в утверждениях о бытии каждая из них имеет противоречие: неверным оказывается понимание бытия составным, так же неверно понимание бытия как единого. Далее идет критика тех, кто не берется рассуждать о началах бытия, но считает бытием только то, что доступно чувствам, а также тех, кто полагает истинное бытие в умопостигаемых самотождественных неподвижных идеях. В итоге расспроса чужеземец дает свое определение существующему — это все, что обладает по своей природе способностью либо воздействовать на что-то другое, либо испытывать хоть малейшее воздействие и только один раз. Утверждается, что бытию причастны движение, жизнь, душа, покой. Но это утверждение само содержит противоречие: получатся, что бытие и движется и покоится. К полученному выводу, что бытие есть движение и покой, чужеземец применяет те же вопросы, что и для людей, считающих, что бытие имеет в себе несколько начал. Отвечая на вопрос собеседники приходят к выводу, что бытие есть нечто третье, что оно не является составленным из движения и покоя, является чем-то отлично от них. Таким образом бытие само по себе не стоит и не движется, и рассуждения при этом оказывается такими же трудными, как о небытии, так как нечто либо должно покоиться либо двигаться.
Возникает необходимость пояснения взаимодействия бытия, движения и покоя между собой таким образом, чтобы приобщающиеся к бытию движение и покой назывались бытием. Рассматривая три варианта возможности приобщения верным оказывается случай, когда некоторые из рассматриваемых родов способны взаимно приобщаться, другие же — нет. Чужеземец говорит, что для знания сочетаемости родов нужно искусство диалектики, присущее философу.
Приняв, что некоторые роды взаимодействуют со многими, другие с немногими, а есть такие, которые взаимодействуют со всеми, и, рассматривая внимательнее три обнаруженных рода, — бытие, движение и покой, — оказывается, что каждый из них есть иной по отношению к двум другим и тождественный с собой. Возникает вопрос: иное и тождественное отличны от бытия, движения и покоя или являются какими-либо из них. Рассмотрев, собеседники приходят к выводу, что всего главных родов пять: бытие, движение, покой, тождественное и иное. Дается характеристика роду движения в его отношении к четырём прочим главным родам. Движение есть совсем иное, чем покой, оно — непокой, существует оно благодаря причастности бытию. Оно есть иное, чем тождественное, оно — нетождественное, но оно становится тождественным вследствие причастности всего тождественному. Таким образом, движение и тождественное и нетождественное. При этом оно нетождественное вследствие причастности роду иного. Однако движение отлично и от иного, равно как оно есть другое по отношению к тождественному и покою. Движение есть иное и не иное. Движение есть иное и по отношению к бытию, оно иное, чем бытие.
Получен вывод о том, что движение есть и не бытие, и бытие, так как все причастно бытию. Все остальные роды также содержат в себе небытие, поэтому все как причастное природе иного может быть названо небытием и в то же время, как причастное бытию — существующим. Больше того, и само бытие есть иное по отношению к прочим видам, и следовательно во всех тех случаях, где есть другое, не будет бытия. Говоря же «небытие» подразумевается не противоположное бытию, но лишь иное, чем оно.
Приняв положение, что роды способны к сплетению и не могут пониматься отдельно друг от друга, благодаря чему возможна речь, чужеземец переходит к обоснованию возможности лжи в речах и мнениях, рассматривая эти понятия. В ходе рассмотрения собеседники приходят к выводу, что небытие может смешиваться с речью, мнениями и представлениями и порождать ложь и заблуждения. Этот вывод позволяет вернуться к ранее оставленному делению творческого искусства и, завершив его, дать окончательное определение софиста.

## Текстология и авторство
Древнейшим сохранившимся манускриптом, содержащим полный текст «Софиста» на древнегреческом языке, является Codex Oxoniensis Clarkianus 39, датируемый 895 годом н. э., хранящийся в Бодлийской библиотеке Оксфорда. Древнейшим источником, содержащим фрагменты диалога 223e4-224a2; 224b1-3 (по стефановской пагинации) является папирус третьего века до нашей эры, найденный в Эль-Хибе.
Авторство диалога в настоящее время большинством исследователей приписывается Платону, однако некоторые исследователи, в частности, Джозеф Зохер, Фридрих Ибервег , Карл Шааршмидт отрицали авторство Платона, обосновывая свою позицию главным образом присутствующей в диалоге критикой теории идей. Из анализа фрагментов «Метафизики» Аристотеля некоторыми исследователями утверждается, что можно косвенно говорить о том, что Аристотель был знаком с текстом диалога «Софист» и считал Платона его автором. Кроме того, по мнению историка философии Э. Целлера в диалоге «Фелеб» в 14c и 16e цитируются 251a и 252е диалога «Софист».
Отнесение диалога «Софист» к позднему периоду творчества Платона было впервые предложено Льюисом Кэмпбеллом на основании результатов стилометрического анализа текста в 1867 году, в настоящее время это мнение признается большинством исследователей.

## Переводы на русский язык
Первый перевод текста диалога с древнегреческого выполнен профессором В. Н. Карповым в 1879 году, хотя из примечаний ко второй части издания И. М. Сидоровского и М. С. Пахомова «Творения велемудрого Платона» 1780 года следует, что в третьей его части предполагалось поместить также и перевод диалога «Мудрователь» («Софист»), судьба этого, вероятно, уже к тому времени сделанного перевода, остается невыясненной. Перевод с древнегреческого, использующийся в современных изданиях, выполнен приват-доцентом Киевского университета С. А. Ананьиным в 1907 году, сверенный и отредактированный С. Я. Шейнман либо И. И. Маханьковым. Свои переводы как С. А. Ананьин, так и В. Н. Карпов выполняли в большей мере используя текст диалога издания Platonis opera omnia Готфрида Штальбаума 1840 года.
В рамках деятельности межрегиональной общественной организации «Платоновское философское общество» на 2018 год запланировано издание нового перевода диалога «Софист», выполненного на основании древнегреческого текста по изданиям Джона Бёрнета 1903 года и Льюиса Кэмпбелла 1867 года.